# Fausto Laguardia
Fausto Laguardia Recalde, más conocido como Fausto Laguardia, (Villeta, 7 de agosto de 1934) es un exfutbolista paraguayo que actuaba como centrocampista. Durante su carrera como futbolista jugó en el Elche Club de Fútbol, cuando este se encontraba en Primera División, en el Real Murcia y en el Constancia.

## Carrera internacional
Fausto Laguardia fue internacional con la selección de fútbol de Paraguay, con la que disputó seis encuentros, siendo algunos de ellos en el Campeonato Sudamericano 1956, donde participó con su combinado nacional.

## Clubes
| Club                 | País     | Año         |
| -------------------- | -------- | ----------- |
| Presidente Hayes     | Paraguay | ? - 1957    |
| Grêmio               | Brasil   | 1957 - 1958 |
| Palmira              | Brasil   | 1958        |
| Nacional de Asunción | Paraguay | 1958 - 1959 |
| Elche                | España   | 1959 - 1961 |
| Real Murcia          | España   | 1961 - 1962 |
| Constancia           | España   | 1963 - 1964 |

## Palmeiras

### Grêmio
- Campeonato Gaúcho (1): 1958
- Campeonato de la Ciudad de Porto Alegre (1): 1958